# Folke Eggert
Folke Gustaf Eggert, född 22 juli 1915 i Solna församling i Stockholms län, död 12 juli 1999 i Lidingö församling i Stockholms län, var en svensk militär.

## Biografi
Eggert avlade studentexamen i Stockholm 1934. Han avlade officersexamen vid Krigsskolan 1938 och utnämndes samma år till fänrik vid Dalregementet, där han befordrades till löjtnant 1940. Vid denna tid var han adjutant vid staben i II. arméfördelningen och adjutant åt överbefälhavaren Helge Jung. Han inträdde 1944 i Intendenturkåren och tjänstgjorde från 1944 vid Kasernutredningsbyrån i Intendenturavdelningen i Arméförvaltningen. Han befordrades till kapten i Intendenturkåren 1946 och var regementsintendent vid Svea livgarde från 1947. Därefter tjänstgjorde han vid Arméstaben och vid Centralbyrån i Intendenturavdelningen i Arméförvaltningen. Han tjänstgjorde vid Arméintendenturförvaltningen 1954–1958: som chef för Organisationsdetaljen i Centralsektionen i Chefsexpeditionen 1954–1956 och som chef för Centralsektionen i Chefsexpeditionen 1956–1958. Han befordrades till major i Intendenturkåren 1956. Han var också lärare i förvaltningskunskap vid Krigshögskolan 1954–1958. Åren 1958–1961 var han chef för Intendenturförvaltningsskolan.
År 1961 befordrades Eggert till överstelöjtnant i Intendenturkåren, varpå han var militärområdesintendent vid staben i VI. militärområdet 1961–1963 och tjänstgjorde vid Arméstaben 1963–1966, bland annat som chef för Budgetavdelningen från april till september 1966. Han befordrades till överste 1966 och var tillförordnad chef för Centralplaneringen vid Försvarets intendenturverk 1966–1968. Åren 1968–1975 tjänstgjorde han vid Försvarets materielverk: som tillförordnad chef för Planeringen i Intendenturmaterielförvaltningen 1968–1971, som tillförordnad chef för Intendenturmaterielförvaltningen 1971–1972 och som chef för Intendenturavdelningen i Huvudavdelningen för armémateriel 1972–1975. Eggert utnämndes till överste av första graden 1971 och pensionerades från försvarsmakten 1975. Han är begravd på Norra begravningsplatsen utanför Stockholm.

## Utmärkelser
- Riddare av första klass av Svärdsorden, 1957.[23]
- Kommendör av Svärdsorden, 16 november 1970.[24]
- Kommendör av första klass av Svärdsorden, 6 juni 1973.[25]